# Minoranza musulmana in Grecia

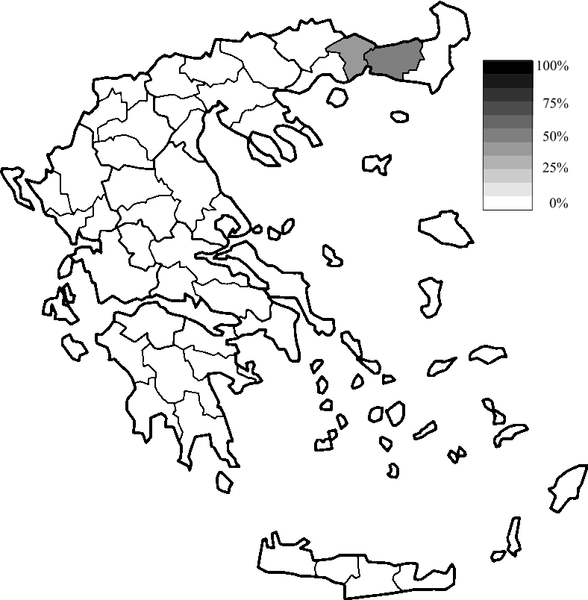
Le prefetture della Grecia ove è presente la minoranza musulmana, secondo il censimento del 1991.

La minoranza musulmana in Grecia è l'unica minoranza riconosciuta della Grecia. Contava 97 605 persone (pari allo 0,91% della popolazione) secondo il censimento del 1991, ma in base a stime non ufficiali il Dipartimento di Stato degli Stati Uniti d'America fa ascendere questo dato a 140 000 persone, pari all'1,24% della popolazione.
Come altre zone dei Balcani meridionali che subirono per secoli la dominazione ottomana la minoranza residente per lo più nella Tracia occidentale consiste di diversi gruppi etnici, fra cui turchi e pomacchi bulgarofoni, mentre altri sono greci convertiti all'Islam in epoca ottomana e rom musulmani di lingua greca. La precisa identità di questi gruppo è oggetto di contenzioso fra la Turchia, che considera che la maggior parte dei musulmani della Tracia occidentale sia etnicamente turca, e la Grecia che ritiene che molti musulmani siano pomacchi e greci che convertendosi all'Islam in epoca ottomana abbiano adottato lingua e identità turche. Queste diatribe sono alla base di rivendicazioni territoriali, giacché l'identità turca dei musulmani della Tracia occidentale potrebbe essere un motivo per avanzare rivendicazioni da parte della Turchia.
I musulmani della Tracia occidentale e i greci di Costantinopoli furono esclusi dallo scambio di popolazioni previsto dal Trattato di Losanna del 1923, secondo cui 1,3 milioni di greci dell'Anatolia, greci del Ponto e greci del Caucaso furono costretti ad abbandonare la Turchia e i 400 000 musulmani che vivevano in Grecia, con esclusione appunto della Tracia, furono obbligati a trasferirsi in Turchia, fra cui i musulmani greci della Macedonia occidentale, detti vallahadi. Di conseguenza, la maggior parte della minoranza musulmana della Grecia risiede nella Tracia occidentale, di cui costituisce il 28,88% della popolazione. I musulmani sono la maggioranza dell'unità periferica di Rodopi (54,77%) e rappresentano considerevoli minoranze nelle unità periferiche di Xanthi (42,19%) ed Evros (6,65%). In contrasto con il numero pressoché costante della minoranza musulmana in Grecia a partire dal 1923, la minoranza greca in Turchia si è molto ridotta in conseguenza dell'oppressione del governo turco, che ha tollerato violenze come quella del pogrom d'Istanbul del 1955.
Circa 3 500 turchi abitano nell'isola di Rodi e 2 000 a Coo: queste isole erano infatti parte delle Isole italiane dell'Egeo e quindi non furono soggette allo scambio di popolazione previsto dal Trattato di Losanna.
Sempre per conseguenza del Trattato di Losanna, i musulmani greci erano obbligatoriamente sottoposti alla legge della Shari'a. Tuttavia, nel 2018 una sentenza della Corte europea dei diritti dell'uomo stabilì che l'applicazione della Shari'a alla minoranza musulmana era una violazione della Convenzione europea dei diritti dell'uomo da parte della Grecia. La Corte sentenziò all'unanimità che l'applicazione obbligatoria della Shari'a violasse l'articolo 14 (divieto di discriminazione) della Convenzione europea dei diritti dell'uomo. La Corte aggiunse anche che "la Grecia è il solo paese d'Europa che abbia applicato la Shari'a a una parte dei suoi cittadini contro il loro volere". I giudici la ritennero una svolta, poiché, da allora in avanti, i casi della minoranza musulmana sarebbero stati regolati dalla legge greca, che prevede eguali diritti per uomini e donne, e non dalla Shari'a. Nello stesso 2018, il governo ha emanato un decreto che ha abolito l'applicazione obbligatoria della Shari'a, rendendola facoltativa: secondo il primo ministro Alexīs Tsipras questo provvedimento "estende l'uguaglianza e l'equità goduti da tutti i greci, senza eccezioni". Il Parlamento greco convertì in legge il decreto e i musulmani salutarono la legge come un passo storico.
A partire dagli anni 2000, tuttavia, si sta assistendo a un'immigrazione proveniente soprattutto da Pakistan e Bangladesh in Grecia, che sta portando nel paese un numero crescente di musulmani. Nel 2023 i musulmani in Grecia rappresentano circa il 3% della popolazione.

## Contesto
Con il Trattato di Losanna del 1923, la Grecia e la Turchia stabilirono una scambio di popolazioni: tutti i greci ortodossi della Turchia sarebbero stati espulsi in Grecia con l'eccezione dei greci di Costantinopoli, Imbro e Tenedo e tutti i turchi di Grecia sarebbero stati trasferiti in Turchia, con l'eccezione dei musulmani della Tracia.

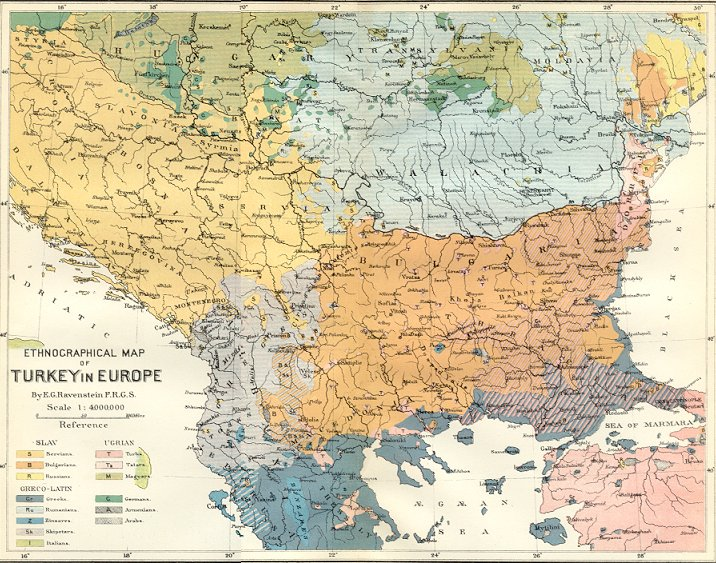
Composizione etnica dei Balcani centrali (comprendenti la Tracia) nel 1870.

Le popolazioni oggetto di cambio non erano omogenee; i cristiani trasferiti in Grecia comprendenti non soltanto cittadini di lingua greca, ma anche laz, arabi cristiani e persino turcofoni. Similmente, i musulmani trasferiti in Turchia non erano soltanto turcofoni, ma anche albanesi, bulgari, megleniti e persino vallahadi, musulmani greci della Macedonia occidentale. Ciò corrispondeva al sistema ottomano dei millet, in cui l'appartenenza nazionale e religiosa coincidevano, e Grecia e Turchia erano ritenuti stati nazionali con una composizione religiosa omogenea.
Nel 1922 la minoranza musulmana della Tracia occidentale contava all'incirca 86 000 persone, e consisteva di tre gruppi etnici: turchi, pomacchi e rom musulmani; ogni gruppo aveva la sua lingua e la sua cultura. In Tracia oggi vi sono 3 muftì, circa 270 imam e 300 moschee.

## Politica
La minoranza è sempre stata rappresentata nel Parlamento greco. Nelle elezioni amministrative del 2002, sono stati eletti circa 250 consiglieri comunali e sindaci musulmani, anche il viceprefetto di Rodopi è musulmano. La principale organizzazione della comunità turca è il "Movimento della minoranza turca per i diritti dell'uomo e delle minoranze" (Τούρκικη Μειονοτική Κίνηση για τα Ανθρώπινα και Μειονοτικά Δικαιώματα, in turco İnsan ve Azınlık Hakları için Türk Azınlık Hareketi).

## Istruzione

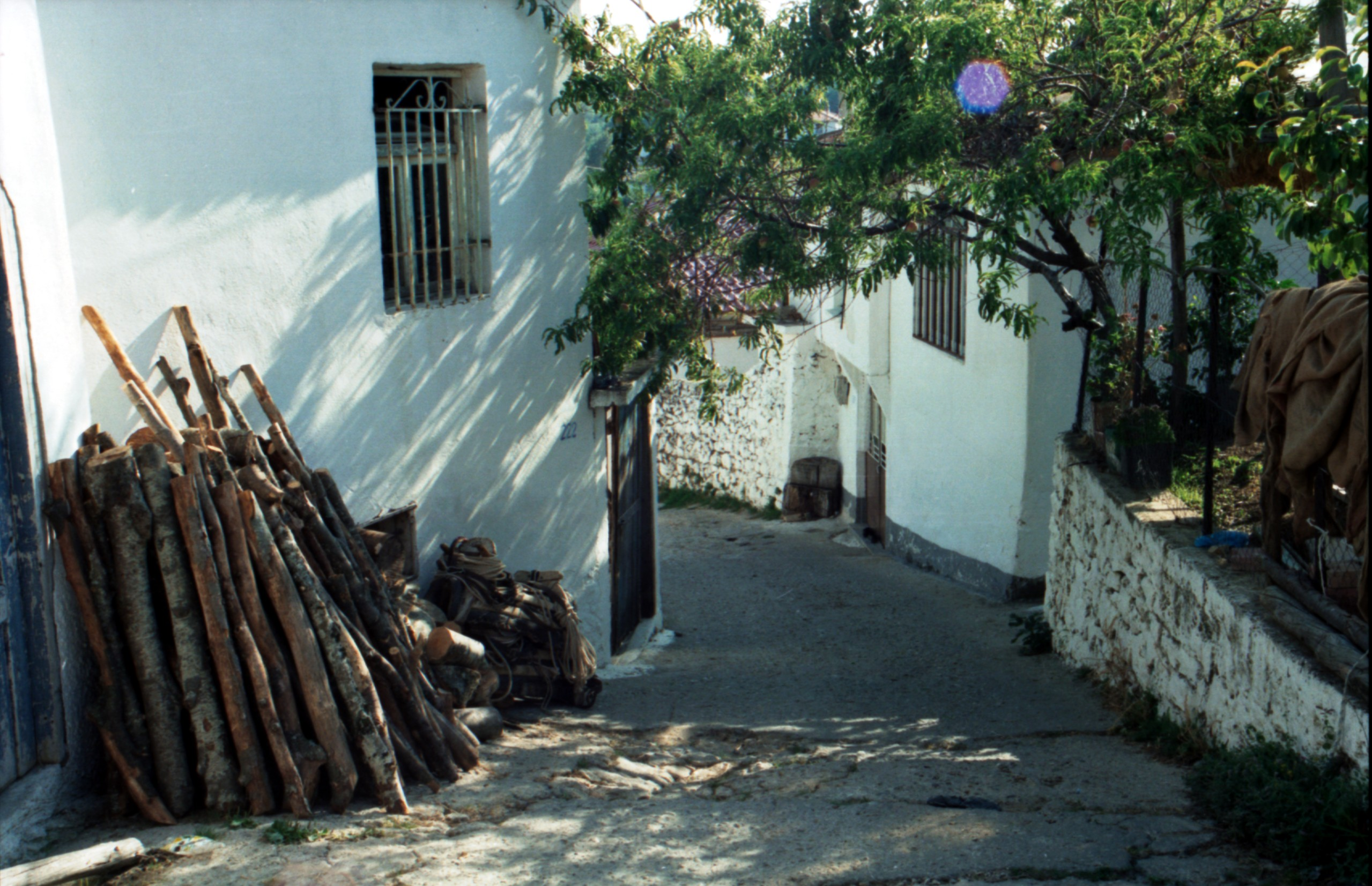
Un villaggio pomacco nell'unità periferica di Xanthi.

In Tracia vi sono 235 scuole elementari bilingui, in cui si le lingue di insegnamento sono greco e turco, e due scuole superiori, una a Xanthi e una a Komotini. Nelle remote zone montane dell'unità periferica di Xanthi, ove dominano i pomacchi, il governo greco ha stabilito scuole secondarie in cui la religione è insegnata in turco e il Corano in arabo. Tuttavia il pomacco, un dialetto del bulgaro, non è insegnato in nessun ciclo scolastico.
Sono presenti due scuole teologiche islamiche, una a Komotini e una a Echinos (piccolo centro dell'unità periferica di Xanthi, abitato quasi esclusivamente da pomacchi) e i titoli rilasciati da queste scuole sono considerati equipollenti a quelli dei seminari ortodossi.
Inoltre, lo 0,5% degli accessi universitari è riservato ai membri della minoranza.

## Controversie
La principale controversia riguarda la nomina dei muftì. Il governo greco nel 1985, dopo la morte del muftì di Komotini, ha iniziato a nominare i muftì, anziché indire elezioni, sostenendo che la pratica della nomina statale dei muftì fosse diffusa anche in Turchia e fosse opportuna in Grecia, ove i muftì svolgono alcune funzioni giuridiche nell'ambito del diritto di famiglia e del diritto di successione. Human Rights Watch ritiene che questa pratica violi il Trattato di Losanna, che garantisce ai musulmani il diritto di organizzare e condurre affari religiosi senza interferenze del governo (sebbene non sia chiaro se il diritto di successione sia una questione religiosa). Nonostante la nomina governativa, i musulmani hanno eletto i loro muftì, con il risultato di avere due muftì per ciascun posto. Secondo il governo greco, le elezioni per i muftì hanno avuto una scarsa partecipazione. I muftì eletti sono stati accusati e multati per esercizio abusivo del ministero religioso. Il caso però è stato portato davanti alla Corte europea dei diritti dell'uomo, che ha stabilito che il governo greco ha violato la libertà dei muftì eletti.
Un'altra controversia riguarda l'articolo 19 del Codice greco di cittadinanza, che permetteva al governo di revocare la cittadinanza di cittadini etnicamente non greci che avessero abbandonato il paese. Secondo le statistiche ufficiali 46 638 musulmani (per lo più di origine turca) della Tracia e del Dodecanneso hanno perso la cittadinanza greca dal 1955 al 1998, quando la legge è stata abolita, ma non retroattivamente.